# Ислам в Катаре

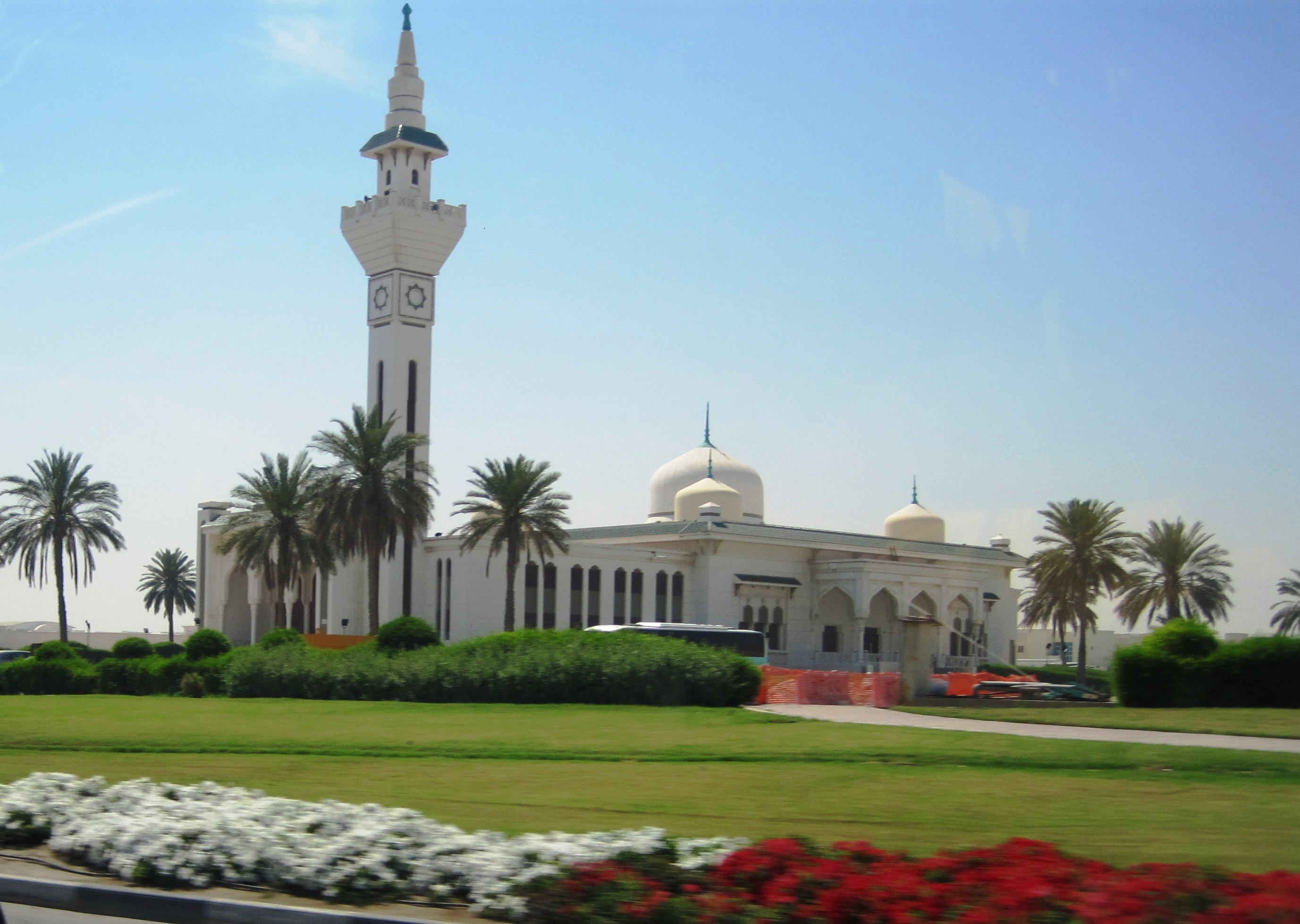
Мечеть Хамзы в Эль-Вакре

Ислам — основная и государственная религия Катара.
На 2010 год 67,7% населения страны составляли мусульмане, основная часть из них — сунниты (около 90%), остальные — шииты. В Катаре много иностранных рабочих других конфессий, в основном из Южной Азии.
Большие усилия прикладываются правительством Катара в сфере религиозного образования.
На конец 2013 года в стране действовало 1848 мечетей 